# Bom mềm

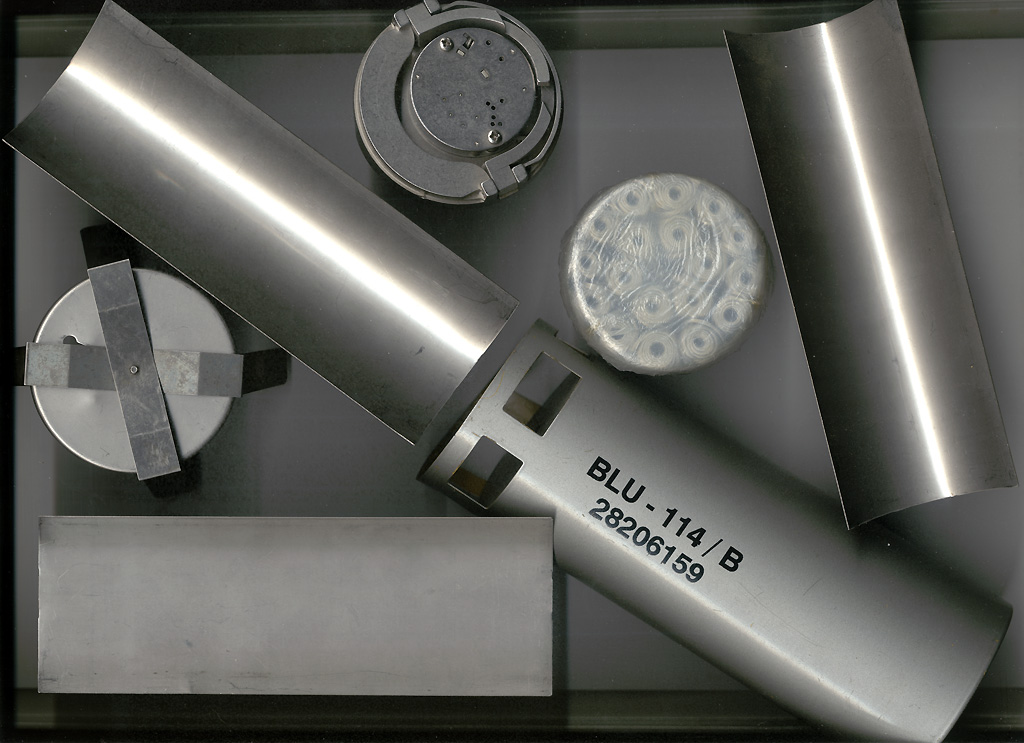
Bom than chì BLU-114/B.

Bom mềm (hay còn có tên gọi khác là bom than chì, bom cắt điện), là loại bom chuyên dùng để đánh phá mạng lưới điện của đối phương. Bom mềm khi nổ không gây sát thương mà khiến các sợi garaphit văng ra, bám vào dây điện gây ngắn mạch, phá hỏng các thiết bị điện và hệ thống điện. Loại bom này được Hoa Kỳ sử dụng lần đầu trong chiến tranh Vùng Vịnh.